# Lista władców Bamum
Bamum (dynastia) władcy (mfon) grupy etnicznej Bamum w Kamerunie.
| Kadencja             | Rządzący                                              |                                   |
| -------------------- | ----------------------------------------------------- | --------------------------------- |
| 1394                 | Utworzenie sułtanatu Fumban przez władców Bamum (Mum) |                                   |
| Mfon (sułtan)        |                                                       |                                   |
| 1394–1418            | Nchare Jen                                            |                                   |
| 1418–1461            | Ngoupou                                               |                                   |
| 1461–1498            | Mondżou                                               |                                   |
| 1498–1519            | Mengap                                                |                                   |
| 1519–1544            | Ngouh I                                               |                                   |
| 1544–1568            | Fifen                                                 |                                   |
| 1568–1590            | Ngouh II                                              |                                   |
| 1590–1629            | Ngapna                                                |                                   |
| 1629–1672            | Ngouloure                                             |                                   |
| 1672–1757            | Koutou                                                |                                   |
| 1757–1814            | Mbouombouo                                            |                                   |
| 1814–1817            | Ngbetnkom                                             |                                   |
| 1817–1818            | Mbeikuo                                               |                                   |
| 1818–1865            | Ngouhouo                                              |                                   |
| 1865–1865            | Ngoungoure                                            |                                   |
| 1865 - 14 lipca 1884 | Nsangou                                               |                                   |
| 14 lipca 1884        | Włączone do niemieckiego Kamerunu                     | Włączone do niemieckiego Kamerunu |
| 14 lipca 1884–1889   | Nsangou (cd)                                          |                                   |
| 1889–1914            | Ibrahim Ndżoja                                        |                                   |
| 1914–1960            | Włączone do francuskiego Kamerunu                     | Włączone do francuskiego Kamerunu |
| 1914–1931            | Ibrahim Ndżoja (cd)                                   |                                   |
| 1931–1933            | Interregnum                                           |                                   |
| 1933–1960            | al-Hadżi Seidou Ndżimoluh Ndżoja                      |                                   |
| od 1960              | Włączone do niezależnego Kamerunu                     | Włączone do niezależnego Kamerunu |
| 1960–1992            | al-Hadżi Seidou Ndżimoluh Ndżoja (cd)                 |                                   |
| od 1992              | al-Hadżi Ibrahim Mbombo Ndżoja                        |                                   |